# El trébol florido
El trébol florido es una obra de teatro en tres actos de Rafael Alberti escrita en 1940.

## Argumento
La obra simboliza la lucha eterna entre mar y tierra. La primera representada por la pescadora Umbrosa; el segundo representado por el molinero Isleño. Ambos se oponen a los amoríos entre Alción (hijo de Umbrosa) y Aitana (hija de Isleño), porque entienden que sus dos mundos no se pueden unir. Por tanto, los dos se escapan y acaban manteniendo relaciones en casa de su abuelita. Los jóvenes luchan por su amor. Pero antes de que se celebre la boda, Isleño, para impedirla, acaba con la vida de su propia hija.